# Иоганн I (князь Мекленбурга)
Иоганн I Теолог (нем. Johann I. von Mecklenburg; ок. 1211 — 1 августа 1264) — князь Мекленбурга с 1227 года.

## Биография

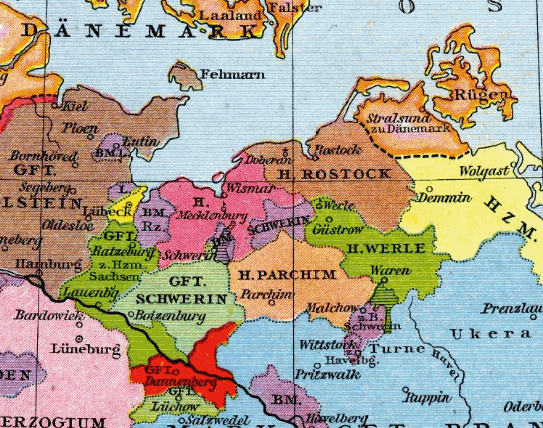
Раздел мекленбургских владений между сыновьями Генриха Борвина II

Иоганн I — старший сын князя Генриха Борвина II. Сначала управлял Мекленбургом совместно с братьями, в 1234 году после раздела земель умершего в 1227 деда Генриха Борвина I получил старые родовые владения династии.
В 1227 году Иоганн I участвовал в битве при Борнхёведе, в которой коалиция северогерманских князей одержала победу над датчанами. После этого Мекленбург освободился от сюзеренитета Дании. Отстоял независимость княжества в войне с графством Гольштейн и герцогством Саксен-Лауэнбург.
В 1255 году брат Иоганна I Прибыслав попал в плен к епископу Шверина Рудольфу I. Братья разделили его владения между собой, Иоганну I достался Штернберг.
Иоганн I поддерживал католическую церковь и поощрял переселение в Мекленбург этнических немцев. В 1262 году заключил союз с Вельфами, направленный против Дании.

## Жена и дети
Иоганн I был женат на Луитгарте, дочери графа Поппо VII фон Геннеберг. Дети:
- Генрих I Пилигрим
- Альбрехт I, князь-соправитель с 1264
- Герман — декан Шверина
- Елизавета, замужем за Герардом I фон Гольштейн-Итценхоэ
- Николай III — канонник в Любеке, ко-регент в 1275—1283, когда Генрих I находился в египетском плену
- Поппо, умер раньше отца
- Иоганн II, ко-регент в 1264—1283